# Карбид нептуния
Карбид нептуния — бинарное неорганическое соединение
нептуния и углерода
с формулой NpC,
чёрно-серые кристаллы.

## Получение
- Нагревание свежеполученного гидрида нептуния с углеродом:

{\displaystyle {\mathsf {NpH_{x}+C\ {\xrightarrow {1400^{o}C}}\ NpC+(x/2)H_{2}\uparrow }}}

## Физические свойства
Карбид нептуния образует чёрно-серые кристаллы
кубической сингонии,
пространственная группа F m3m,
параметры ячейки a = 0,5003 нм, Z = 4.